# Clàssica de Sant Sebastià 2001
La Clàssica de Sant Sebastià 2001, 21a edició de la Clàssica de Sant Sebastià, és una cursa ciclista que es va disputar l'11 d'agost de 2001. El vencedor final fou el francès Laurent Jalabert, de l'equip Team CSC-Tiscali, seguit pels italians Francesco Casagrande i Davide Rebellin.

## Classificació general
|    | Ciclista                      | Equip              | Temps      |
| -- | ----------------------------- | ------------------ | ---------- |
| 1  | Laurent Jalabert (FRA)        | Team CSC-Tiscali   | 5h 17' 54" |
| 2  | Francesco Casagrande (ITA)    | Fassa Bortolo      | m. t.      |
| 3  | Davide Rebellin (ITA)         | Liquigas-Pata      | m. t.      |
| 4  | Wladimir Belli (ITA)          | Fassa Bortolo      | m. t.      |
| 5  | Serge Baguet (BEL)            | Lotto-Adecco       | + 26"      |
| 6  | Stefano Garzelli (ITA)        | Mapei-Quick Step   | + 34"      |
| 7  | Piotr Wadecki (POL)           | Domo-Farm Frites   | m. t.      |
| 8  | Andrea Ferrigato (ITA)        | Alessio            | m. t.      |
| 9  | Erik Dekker (NED)             | Rabobank           | m. t.      |
| 10 | Javier Pascual Llorente (ESP) | Kelme-Costa Blanca | m. t.      |